# Île Chevalier
L'île Chevalier ou Chevallier est une île du Finistère, en Bretagne. Elle est située sur le territoire de la commune de Pont-l'Abbé.

## Histoire
Une digue, construite au milieu du XIXe siècle, permet d'y accoster.
Une route en ligne droite mène aux vestiges d'un manoir médiéval, dit « château Gradlon », car il aurait appartenu à Gradlon Plueneuor (Plonéour). Elle se termine en cul-de-sac sur les grilles d'une grande propriété privée abritant une maison de maître, construite en 1862, qui fut pendant longtemps un centre de vacances. Une chapelle Saint-Gildas a existé dans l'île ; elle aurait été la chapelle du Castel ar Roué Guivarc'h, c'est-à-dire la chapelle du « château du roi Gradlon ».
Une maison de maître fut construite en 1862 par Adrien De Najac et fut notamment habitée quelques années plus tard par son neveu, comte Raoul De Najac qui fut maire de Pont-l'Abbé durant la dernière décennie du XIXe siècle. Un temps propriété de la famille Combes à la fin des années 1950, elle est acquise par la Fédération des œuvres laïques durant quelques décennies afin d'y accueillir des enfants, en classes de mer et centre de vacances.
Saisi d'une procédure en contravention de grande voirie introduite en 2010, le juge administratif a  été amené à y sanctionner l'édification d'un ouvrage (mur maçonné) sur une section du rivage à l'extrême sud de l'île comprise à l'intérieur des limites du port maritime de Loctudy, car réalisé irrégulièrement sur le domaine public maritime, condamnant sous astreinte à remettre en état initial les lieux en procédant à la démolition dudit ouvrage.